# Giancarlo Catarsi
Giancarlo Catarsi (Pisa, 5 aprile 1967) è uno scrittore pilota d'automobilismo, italiano.

## Biografia
È uno studioso e saggista di storia dell'automobile, autore di volumi monografici per Giorgio Nada Editore: “Alfa Romeo Alfetta”, del settembre 1994, “Alfa Romeo Giulia”, del maggio 1995 (ristampato nel gennaio 2005), “Citroën 2CV”, del luglio 1997, “Citroën DS”, del settembre 1998, “Alfa Romeo Giulietta Sprint”, del novembre 2001, Fiat 850 coupé e spider, del novembre 2004, la nuova edizione "riscritta" ed ampliata di “Citroën 2CV”, dell'ottobre 2008, “Alfa Romeo Alfasud”, pubblicato a febbraio 2011, la nuova edizione "riscritta" ed ampliata di “Citroën DS”, dell'ottobre 2015, "Alfa Romeo Duetto e Spider", del settembre 2016, "Alfa Romeo Alfetta Berlina e GT", dell'ottobre 2017, "Fiat 600 e derivate", del giugno 2019, "Lancia Fulvia berlina, coupé e sport", del giugno 2021, "Ciao Piaggio melocompro…”, dell’aprile 2022, e "Porsche 914" del febbraio 2024, con il quale raggiunge i trent'anni di attività nel settore.
Giornalista freelance e fotografo dal 1990, collabora con quotidiani come La Nazione di Firenze, periodici di cultura e informazione e varie testate del settore, tra cui Auto d'Epoca, Automobilismo, Ruoteclassiche e Epocauto. Dal 2001 si occupa di contenuti e progetti per la comunicazione visiva: gestisce e riprogetta un sito web istituzionale, si specializza nella grafica promozionale (progettazione ed editing), è webmaster di altri due siti web e poi amministratore di gruppi e pagine sui social network.
Dopo varie esperienze come responsabile di uffici stampa di manifestazioni nazionali, per la televisione realizza servizi andati in onda in settimanali di sport motoristici. Esperto d'arte ed antiquariato per gli autoveicoli di interesse storico (iscritto al Tribunale e alla C.C.I.A.A. di Pisa), è stato segretario della commissione scientifica de La Manovella, l'organo ufficiale dell'Automotoclub Storico Italiano, nonché membro dell'Associazione Italiana per la Storia dell'Automobile.
È attivo negli sport motoristici dal 1993: sia come pilota che come navigatore, ha partecipato a gare di regolarità per auto storiche e moderne conseguendo numerosi risultati anche in campo nazionale. A partire dal 1996 è alla "Scuderia Automobilistica Kinzica" per promuoverne l'ingresso nel mondo delle auto storiche. Dal 1998 è al "Valdelsa Classic Motor Club", e l'anno dopo partecipa alla costituzione della "Scuderia Piloti Toscani". Per il club aretino cura anche la comunicazione e lancia il “Challenge Fogliense”, che eredita le sorti del campionato regionale di regolarità CSAI per diventare poi un trofeo “open” tosco - emiliano. Nel 2001 si avvicina alla UISP con il "Chimera Classic Motor Club", mentre dal 2002 coordina le attività motoristiche del Centro Sportivo Italiano e introduce la disciplina della regolarità automobilistica. Organizza inoltre vari corsi di regolarità e manifestazioni (tra cui "Le Principesse del Lago" e la "Da Ponte a Ponte" sui lungarni pisani), e rilancia il Club Automobilistico "La Gherardesca". 
Nel 2006 istituisce il "Registro Italiano Ciao", per certificare la storicità degli esemplari ultratrentennali di uno dei modelli più famosi della Piaggio di Pontedera, il Ciao. Dal 2007 al 2013 è stato responsabile a livello nazionale delle attività motoristiche del Centro Sportivo Italiano. 
Dal 2014 ritorna alla presidenza dello storico club pisano (fondato nel 1969), promuovendone l'immagine ben oltre i confini regionali e diversificando le attività verso nuove ed importanti manifestazioni, come "Le Dieci Auto" a Vinci, un concorso di eleganza "dinamico" che prevede la partecipazione di dieci capolavori di alta collezione, da votare in forma statica e in movimento, con modalità interattive. 
Nel 2018 si avvicina anche alla mobilità elettrica, sia per motivi di studio e approfondimento che sportivi. Con una Nissan Leaf del "Volta Team" partecipa infatti al campionato "Green Endurance". 
Nel cinquantesimo anniversario del Club Automobilistico "La Gherardesca" promuove e coordina "Hola 50", il marchio degli eventi di avventura che esordisce con un viaggio di due ciclomotori Piaggio dal museo di Pontedera alla Rambla di Barcellona, dal 9 al 20 marzo 2019, seguitissimo da tutti i media locali e nazionali. 